# Tuksi
Tuksi (szw. Bergsby) – wieś w Estonii, w prowincji Lääne, w gminie Noarootsi.